# Pinhook
Pinhook é uma vila localizada no estado americano de Missouri, no Condado de Mississippi.

## Demografia
Segundo o censo americano de 2000, a sua população era de 48 habitantes.
Em 2006, foi estimada uma população de 49, um aumento de 1 (2.1%).

## Geografia
De acordo com o United States Census Bureau tem uma área de
0,4 km², dos quais 0,4 km² cobertos por terra e 0,0 km² cobertos por água.

## Localidades na vizinhança
O diagrama seguinte representa as localidades num raio de 24 km ao redor de Pinhook.